# 音乐厅广场站
音乐厅广场站（德語：U-Bahnhof Odeonsplatz）是一座慕尼黑地铁3号线、4号线、5号线和6号线位于莱赫尔的一座车站，位于玛利亚广场站和大學站之间，位于慕尼黑旅游景点——音乐厅广场。这个车站也是一个较为繁忙的换乘车站，高峰时间人流量非常大，考虑到上下车推挤的状况时有发生，出于安全考量，慕尼黑公共交通公司会定时派出退休市民作为志愿者维持车站秩序。此站可换乘公交100路、153路。